# موستیکاما–کرکئاساری
موستیکاما–کرکئاساری (سوئدی: Blåbärslandet-Högholmen) یک ناحیه فرعی در هلسینکی پایتخت فنلاند است. این شامل جزایر موستیکاما و کرکئاساری، و همچنین برخی از جزایر کوچکتر است و ۲۵ تن سکنه دارد.

## منابع

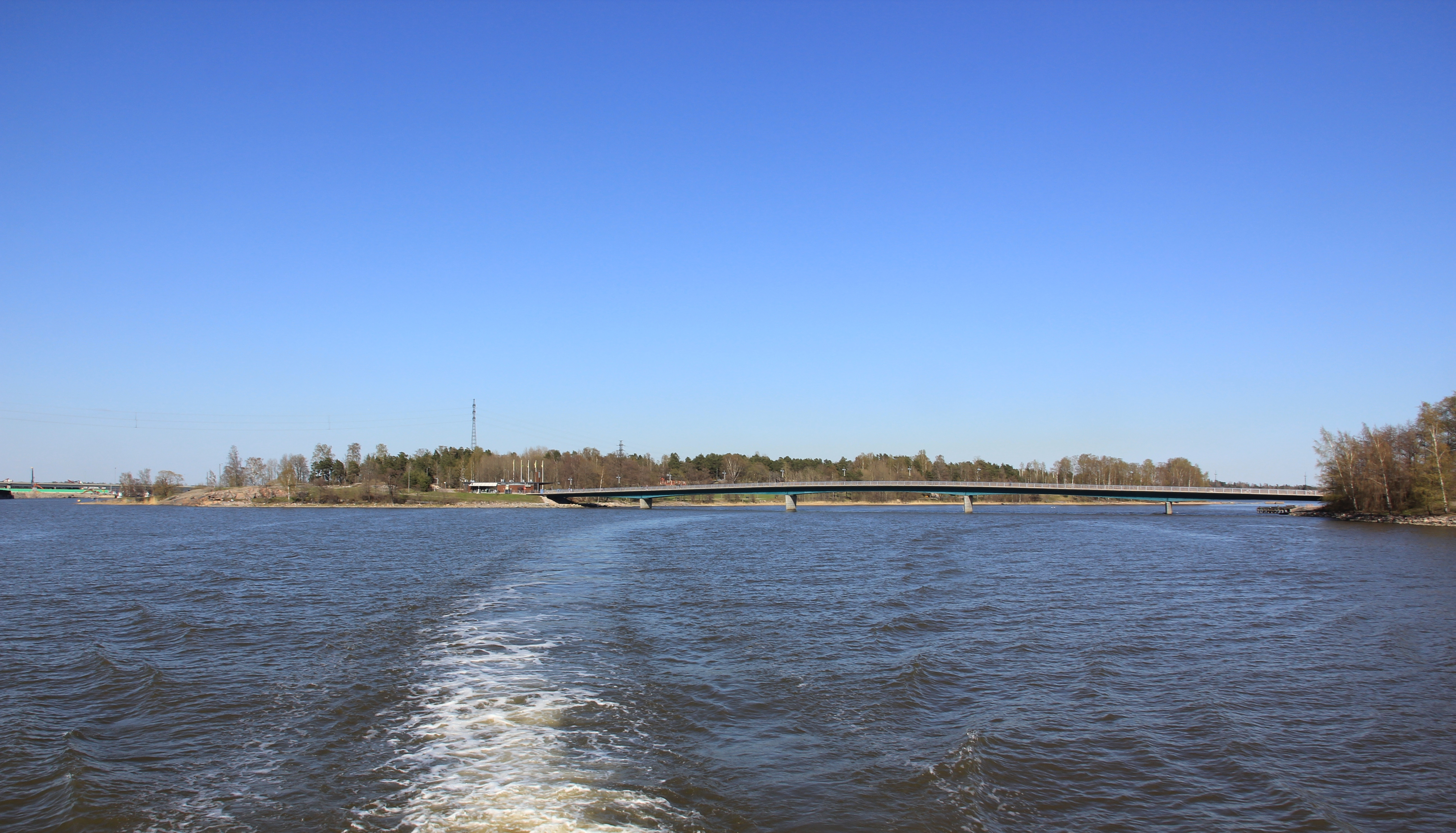
موستیکاما و پل کرکئاساری.